# Alinco

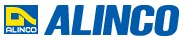
Logo d'Alinco

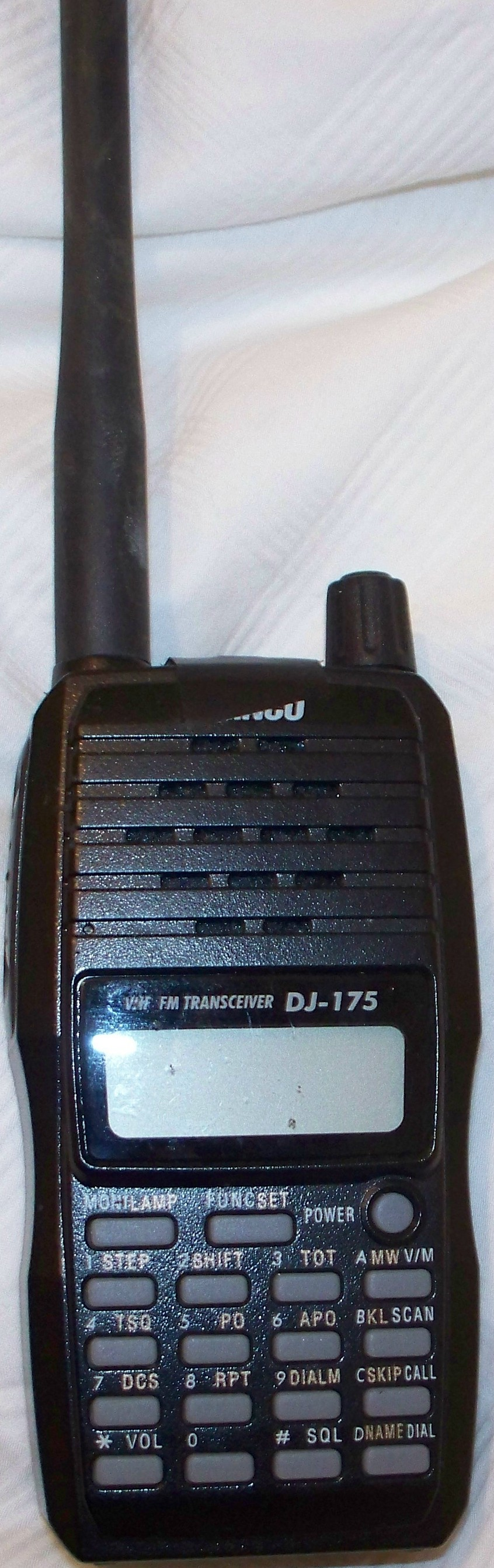
Un émetteur-récepteur radio-amateur Alinco

Alinco ( Alinco Inc.) (TSE : 5933) (アルインコ株式会社) est un fabricant japonais de radio et d'équipement d'amplification, et, sur le marché japonais, de produits métalliques, de matériel de construction et d'équipements d'exercice.
Créée en 1938 à Osaka, au Japon, la firme a également des bureaux à Tokyo et Takatsuki, ainsi que des installations de fabrication dans les préfectures de Toyama et Hyōgo au Japon, et à Suzhou, en Chine.